# Erik Dijkstra
Erik Dijkstra (Losser, 9 maart 1977) is een Nederlands journalist en presentator.

## Biografie
Erik Dijkstra werd geboren in Losser en groeide op in Glanerbrug. Hij studeerde geschiedenis aan de Rijksuniversiteit Groningen. Hij is in 2023 gescheiden en heeft uit deze relatie twee kinderen.

## Televisiepresentator
Dijkstra heeft een diverse staat van dienst als televisiepersoonlijkheid. Hij staat bekend als humorist, journalist, presentator en commentator.
Dijkstra werkte in zijn studententijd bij het jongerencentrum VERA en de platenzaak Plato te Groningen. Hij werkte mee aan de lokale omroep OOG TV. Dijkstra werd bekend als 'Jakhals Erik' in het programma-onderdeel De Jakhalzen bij De Wereld Draait Door. Op 21 april 2011 was Dijkstra de eerste verteller bij The Passion in Gouda.
In verschillende perioden trad Dijkstra op in sportprogramma's. Van 2010 tot 2011 was hij vaste gast bij VI, nadat hij eerder ook in juni 2010 bij VI Oranje te gast was geweest. Tevens leverde hij bijdragen aan VI tijdens de EK van 2012.
In juli 2011 was Dijkstra dagelijks te zien op RTL 7 in het programma Tour du Jour. Vanuit Frankrijk maakte hij hiervoor samen met Marcel Maijer filmpjes. Tijdens de Tour de France 2012 was hij in Tour du Jour te zien als reporter ter plaatse. In latere jaren (o.a. 2017) had hij beperkte bijdragen aan dit programma.
Dijkstra startte in juni 2012 samen met Frank Evenblij het programma Bureau Sport. Daaruit vloeide ook een boek voort (2014) en die vervolgens een wekelijks podcast werd, in duo-presentatie met Evenblij. Daarin leveren ze relatief ongezouten commentaar op sport en de sportwereld. Het programma werd in 2012 geboren in aanloop naar het EK en stond in het teken van de sportzomer (EK, Tour de France en Olympische Spelen). Voetbaltoernooien blijven een belangrijk onderwerp in Bureau Sport.
Sedert januari 2021 presenteert ditzelfde koppel op NPO Radio 1 wekelijks het programma Dijkstra en Evenblij ter plekke, met opvallend groot en klein nieuws vanaf locatie.
Dijkstra behaalde in augustus 2014 de tweede plaats in de tv-quiz De Slimste Mens. 
Toen Dijkstra aan het einde van datzelfde jaar in Thialf was voor een reportage, had hij een ontmoeting met oud-schaatser Hans van Helden. Dijkstra besloot diens verhaal vast te leggen en schreef er een boek over, waar Van Helden nadrukkelijk afstand van nam.
Ook in 2014 kwam de presentator in opspraak, toen tijdens een uitzending van DWDD te zien was hoe hij vanaf een balkon een bierflesje naar een rondvaartboot gooide; het flesje miste de inzittenden op een haar na. Snel daarna bood Dijkstra zijn excuses aan.
Dijkstra, in Twente geboren en getogen, was in september 2016 de hoofdpersoon in de documentaire Het laatste jaar van FC Twente van Geertjan Lassche. De regisseur volgde een aantal Twente-fans gedurende het voetbalseizoen 2015/16. In dat jaar stond FC Twente op de rand van de afgrond wegens een dreigend faillissement en een gedwongen degradatie, die uiteindelijk in 2018 plaatsvond.
In 2017 maakte Dijkstra in Zuid-Amerika een documentaire over het leven van Che Guevara.
Sinds september 2018 presenteert hij Per Seconde Wijzer, als opvolger van Kees Driehuis. Hier profileert hij zich als meer serieuze presentator met ook journalistieke interesses.
Van januari tot november 2020 presenteerde Dijkstra Op1, samen met Willemijn Veenhoven. In juli en augustus 2021 presenteerde Dijkstra weer Op1, toen met Natasja Gibbs.

## Publicist
Dijkstra is vooral bekend om zijn tv-carrière en zijn werk als publicist is relatief onbekend.
Samen met Evenblij publiceerde hij in 2014 het boekje Bureau Sport: een compilatie van hoogtepunten uit en achtergronden van het gelijknamige tv-programma.
In december 2015 kwam Hoe sterk is de eenzame schaatser uit, waarin het leven van Hans van Helden staat beschreven. De schaatser zelf stelde dat het boek vol stond met onwaarheden en vond dat hij negatief werd neergezet; hij deponeerde zelfs een eis om het boek uit de handel te laten nemen. Uiteindelijk kwam het niet tot een juridisch conflict, noch publicatieverbod.
In 2020 verscheen het boek Ali was mijn vriend: De bijzondere vriendschap tussen fotograaf Guus Dubbelman en de grootste atleet aller tijden. Dit boek werd in 2021 bekroond met de Nico Scheepmaker Beker 2020.
In 2023 publiceerde hij samen met Hans Morssinkhof Staken op leven en dood over de april-meistakingen van 1943. Hierin belicht Dijkstra een onbekende episode uit de oorlogsgeschiedenis. In reactie op een Duits bevel voor dwangarbeid ontstond op 29 april 1943 vanuit de Stork-machinefabriek in Hengelo een landelijke staking. Drieduizend Stork-medewerkers legden het werk neer, landelijk enkele honderdduizenden. Een zeldzaam voorbeeld van grootschalig verzet in Nederland. De stakingen werden snel en bloedig door de Duitse bezetter neergeslagen. Op basis van het boek werd ook een tv-documentaire uitgezonden.
In 2024 verscheen Je moet het wel zelf voelen, een biografisch portret over het turbulente leven van fotograaf Paul Blanca (1958-2021).

## Programma's
| Programma                                   | Periode                                    | Omroep  | Zender      | Rol                               |
| ------------------------------------------- | ------------------------------------------ | ------- | ----------- | --------------------------------- |
| De Wereld Draait Door                       | december 2009 - 2014                       | VARA    | Nederland 3 | Jakhals                           |
| VI Oranje                                   | juni 2010                                  | RTL     | RTL 7       | Gast                              |
| Voetbal International                       | 2010 - 2011                                | RTL     | RTL 7       | Gast                              |
| The Passion                                 | april 2011                                 | EO, RKK | Nederland 3 | Verteller                         |
| Tour du Jour                                | juli 2011                                  | RTL     | RTL 7       | Verslaggever                      |
| Bureau Sport                                | juni 2012 - heden                          | VARA    | Nederland 3 | Co-presentator                    |
| VI Oranje                                   | juni 2012                                  | RTL     | RTL 4       | Gast                              |
| Tour du Jour                                | juli 2012                                  | RTL     | RTL 4       | Verslaggever                      |
| VI Oranje                                   | juni 2014                                  | RTL     | RTL 4       | Gast                              |
| Sinterklaasjournaal                         | november 2015 - heden                      | NTR     | NPO 3       | Jan Boerenfluitjes                |
| CHE: Leven en Erfenis van een Revolutionair | september 2017                             | BNNVARA | NPO 2       | Presentator                       |
| Per Seconde Wijzer                          | september 2018 - heden                     | BNNVARA | NPO 2       | Presentator                       |
| In Naam van het Volk                        | juli-augustus 2019                         | BNNVARA | NPO 2       | Presentator                       |
| Op1                                         | januari - november 2020, juli 2021 - heden | BNNVARA | NPO 1       | Presentator en een paar keer gast |
| De vooravond (rubriek De Beeldenstorm)      | 2021                                       | BNNVARA | NPO 1       | Verslaggever                      |
| Roofkunst                                   | 2021                                       | BNNVARA | NPO 2       | Presentator                       |

## Trivia
- Dijkstra is aanhanger van de voetbalclub FC Twente.[11]
- Dijkstra was voor zijn doorbraak als Jakhals de vaste cameraman van "De Eurokok" Martin Blöte in het programma Van Zuks Dus op RTV Noord-Holland.
- Dijkstra heeft samen met zijn ex-vriendin een zoon en dochter.
- Dijkstra had in 2020 een bijrol in de speelfilm De beentjes van Sint-Hildegard als Mark, de ex-schoonzoon van hoofdpersoon Jan, gespeeld door Herman Finkers.

## Woordgrappen
Dijkstra is ook bekend van diverse woordgrappen, al dan niet door hem bedacht. Zo werd de sweater die te winnen viel in De Wereld Draait Door door Dijkstra 'uitstekelbaars' genoemd. Het werd onder meer uitgebreid behandeld in de Coen en Sander Show op 3FM. Eerder werden de prijzen aangekondigd als 'een verdomd mieters DWDD-jasje' en 'super niet meer normaal'.

Ik moet er wel om lachen. ‘s Avonds als ik naar huis fiets en het is iets na achten, dan weet ik dus dat heel veel mensen zich ergeren aan dat ik ‘uitstekelbaars’ zeg. Dat is toch geweldig.
— Dijkstra over de kritiek op het woord 'uitstekelbaars'.

In 2012 werd de uitspraak 'reken maar van jazz' door Dijkstra in DWDD geïntroduceerd.

## Publicaties
- Bureau Sport (2014, met Frank Evenblij)
- Hoe sterk is de eenzame schaatser. Op zoek naar het mysterie van Hans van Helden (2015)
- Bislett (1) (2016, bijdrage)
- Bislett (2) (2018, bijdrage)
- Ali was mijn vriend. De bijzondere vriendschap tussen fotograaf Guus Dubbelman en de grootste atleet aller tijden (2020)
- Staken op leven en dood. De vergeten april-meistakingen van 1943 (2023)
- Je moet het wel zelf voelen. Opkomst en ondergang van fotograaf Paul Blanca (2024)